# محاولة اغتيال رونالد ريغان
محاولة اغتيال ريغان هي محاولة لاغتيال الرئيس الأمريكي وقعت في مساء يوم الأثنين 30 مارس 1981 خلال خروج الرئيس رونالد ريغان من فندق الهيلتون بالعاصمة الأمريكية واشنطن. كان ذلك بعد 69 يوما من فوز ريغان بالانتخابات وتوليه الرئاسة.
جرت المحاولة حينما خرج ريغان من الفندق متوجها إلى سيارة الليموزين التي كانت في انتظاره، وخلال ذلك قام جون هينكلي جونيور بإطلاق 6 رصاصات من مسدس روم آر جي-14 باتجاه ريغان جميعها لم تصبه. الرصاصة الأولى أصابت السكرتير الصحفي للبيت الأبيض جيمس برادي برأسه، الرصاصة الثانية أصابت ضابط الشرطة توماس دليلاهانتي برقبته في حين تجاوزت الرصاصة الثالثة ريغان لتضرب نافذة مبنى مجاور في الشارع. في أثناء ذلك قام جيري بار من حماية الرئيس بدفع ريغان إلى سيارة الليموزين في حين أطلق هينكلي رصاصته الرابعة على تيموثي ميكارثي من عضو الحماية حيث حمى الرئيس بجسمه فأصيب برصاصة ببطنه، أما الرصاصة الخامسة فقد أصابت زجاج سيارة الليموزين المضاد للرصاص في حين أرتدت الرصاصة السادسة والأخيرة من بدن الليموزين المصفح لتخترق أسفل الذراع اليسرى لريغان ولتستقر في رئته على بعد أنش عن القلب. لم يحكم على هينكلي بالإدانة بسبب جنونه وأودع في مصحة للأمراض العقلية أقام فيها حتى خروجه منها في 10 سبتمبر 2016.

## دافع هينكلي
عانى جون هينكلي جونيور من الهوس الشبقي وكان دافعه للهجوم ناتجًا عن هوسه بالممثلة جودي فوستر. أثناء إقامته في هوليوود في أواخر سبعينيات القرن العشرين، شاهد فيلم سائق التاكسي خمس عشرة مرة على الأقل، ويبدو أنه رأى نفسه في البطل ترافيس بيكل، الذي أدى دوره الممثل روبرت دي نيرو. تتضمن القصة محاولات بيكل لإنقاذ طفلة عاهرة أدت دورها فوستر. عند نهاية الفيلم، يحاول بيكل اغتيال عضو مجلس الشيوخ الأمريكي الذي يرشح نفسه للرئاسة. على مدى السنوات التالية، تتبع هينكلي فوستر في جميع أنحاء البلاد، ووصل إلى حد التسجيل في دورة الكتابة معها في جامعة ييل في عام 1980 بعد ما قرأ في مجلة بيبول أنها كانت طالبة هناك. كتب لها العديد من الرسائل والملاحظات في أواخر عام 1980. اتصل بها مرتين ورفض الاستسلام عندما أظهرت عدم اهتمامها.
كان هينكلي مقتنعًا بأنه من الممكن أن يكون نظيرًا لفوستر إذا أصبح شخصية وطنية. قرر محاكاة بيكل وبدأ في مطاردة الرئيس جيمي كارتر. لقد فوجئ بمدى سهولة الاقتراب من الرئيس -كان على بعد قدم واحدة فقط في إحدى الفعاليات- لكنهم قبضوا عليه في أكتوبر 1980 في مطار ناشفيل الدولي وفُرضت عليه غرامة لحيازته سلاحًا ناريًا بطريقة غير مشروعة. كان كارتر قد أوقف حملته هناك، لكن مكتب التحقيقات الفيدرالي لم يوصل هذا الاعتقال إلى الرئيس ولم يُخطر الخدمة السرية. وضعه والداه لفترة وجيزة تحت رعاية طبيب نفسي. حوّل هينكلي انتباهه إلى رونالد ريغان وأخبر والديه أن انتخابه لريغان مفيد للبلاد. كتب ثلاث أو أربع ملاحظات أخرى إلى فوستر في أوائل مارس 1981. أعطت فوستر هذه الملاحظات إلى عميد جامعة ييل، الذي أعطاها إلى قسم شرطة جامعة ييل، الذي سعى إلى تعقب هينكلي لكنه فشل في ذلك.

## محاولة اغتيال
في 21 مارس 1981 زار الرئيس الجديد رونالد ريغان وزوجته نانسي مسرح فورد في واشنطن العاصمة لحضور حدث لجمع التبرعات. ذكر ريغان:
نظرت إلى المقصورة الرئاسية فوق المسرح حيث كان يجلس (آبي لينكولن) ليلة إطلاق النار عليه وراودني شعور غريب... اعتقدت أنه حتى مع كل حماية الخدمة السرية التي لدينا الآن، ما زال من الممكن أن يقترب شخص ما من الرئيس ويطلق النار عليه.

### ملتقى الحوار في فندق واشنطن هيلتون
في 28 مارس وصل هينكلي إلى واشنطن العاصمة بالحافلة ودخل فندق بارك سنترال. كان ينوي المضي في محاولة أخرى في نيو هافن لإغراء فوستر. لقد لاحظ جدول ريغان الذي نُشر في صحيفة واشنطن ستار وقرر أن الوقت قد حان للعمل. عرف هينكلي أنه قد يُقتل أثناء محاولة الاغتيال، وكتب رسالة إلى فوستر قبل نحو ساعتين من محاولته اغتيال الرئيس لكنه لم يرسلها. قال في الخطاب إنه يأمل في إثارة إعجابها بحجم أفعاله وقال «سأصرف النظر عن فكرة اغتيال ريغان مباشرة إذا تمكنت من الظفر بقلبك وتمضية بقية حياتي معك».
في 30 مارس ألقى ريغان كلمة على مأدبة الغداء لممثلي الاتحاد الأمريكي للعمل ومؤتمر المنظمات الصناعية في واشنطن هيلتون. كانت الخدمة السرية على دراية تامة بالفندق، بعد أن فتشته أكثر من 100 مرة من أجل الزيارات الرئاسية منذ أوائل سبعينيات القرن العشرين. اعتبِر فندق هيلتون أكثر الأماكن أمانًا في واشنطن بسبب ممره الآمن والمغلق المسمى «ممشى الرئيس»، والذي بُني بعد اغتيال جون كينيدي عام 1963. دخل ريغان المبنى عبر الممر نحو الساعة 1: 45 مساءً، وهو يلوح لحشد من وسائل الإعلام والمواطنين. طلبت منه الخدمة السرية أن يرتدي سترة واقية من الرصاص في بعض الفعاليات، لكن ريغان لم يكن يرتدي واحدة للخطاب، لأن ظهوره العلني العام الوحيد عبارة عن 30 قدمًا (9 أمتار) بين الفندق وسيارته الليموزين، ولم تطلب الوكالة سترات للعملاء في ذلك اليوم. لم ير أحد هينكلي يتصرف بطريقة غير عادية، وبدا أن الشهود الذين أفادوا بأنه «متململ» و«مضطرب» قد خلطوا بين هينكلي وشخص آخر كانت الخدمة السرية تراقبه.

### إطلاق الرصاص
في الساعة 2: 27 بعد الظهر، خرج ريغان من الفندق عبر «ممشى الرئيس» إلى شارع فلوريدا، حيث انتظر الصحفيون. غادر مخرج شارع تي إن دبليو باتجاه سيارته الليموزين المنتظرة بينما كان هينكلي ينتظره بين حشود المعجبين. تفقدت الخدمة السرية أولئك الذين حضروا خطاب الرئيس على نطاق واسع، لكنها أخطأت كثيرًا عندما سمحت لمجموعة غير خاضعة للتفتيش بالوقوف على بعد 15 قدمًا (4.6 متر) منه، خلف الحبل. تستخدم الوكالة طبقات متعددة من الحماية، إذ تتفقد الشرطة المحلية في الطبقة الخارجية الأشخاص سريعًا، ويتحقق عملاء الخدمة السرية في الطبقة الوسطى من وجود أسلحة، وتتشكل الطبقة الداخلية من المزيد من العملاء مباشرة حول الرئيس. اخترق هينكلي الطبقتين الأولى والثانية.
عندما صفق عدة مئات من الناس لريغان، مر الرئيس بشكل غير متوقع أمام هينكلي. طرح المراسلون الذين وقفوا خلف حاجز الحبل على بعد 20 قدمًا الأسئلة. عندما صرخ مايك بوتزل من وكالة أسوشيتد برس «السيد الرئيس -»، اعتقد هينكلي أنه لن يحصل على فرصة أفضل أبدًا، اتخذ وضعية القرفصاء وأطلق سريعًا من مسدس دوار روم آر جي-14 ست رصاصات عيار 22 فولاذية زرقاء في 1.7 ثانية، أخطأ الرئيس بطلقاته الست.